# Бохарина
Бохарина (словен. Boharina) — поселення в общині Зрече, Савинський регіон, Словенія. 
Висота над рівнем моря: 663,6 м.